# RRP15
RRP15 (англ. Ribosomal RNA processing 15 homolog) – білок, який кодується однойменним геном, розташованим у людей на короткому плечі 1-ї хромосоми. Довжина поліпептидного ланцюга білка становить 282 амінокислот, а молекулярна маса — 31 484.
| 10         |  | 20         |  | 30         |  | 40         |  | 50         |
| ---------- |  | ---------- |  | ---------- |  | ---------- |  | ---------- |
| MAAAAPDSRV |  | SEEENLKKTP |  | KKKMKMVTGA |  | VASVLEDEAT |  | DTSDSEGSCG |
| SEKDHFYSDD |  | DAIEADSEGD |  | AEPCDKENEN |  | DGESSVGTNM |  | GWADAMAKVL |
| NKKTPESKPT |  | ILVKNKKLEK |  | EKEKLKQERL |  | EKIKQRDKRL |  | EWEMMCRVKP |
| DVVQDKETER |  | NLQRIATRGV |  | VQLFNAVQKH |  | QKNVDEKVKE |  | AGSSMRKRAK |
| LISTVSKKDF |  | ISVLRGMDGS |  | TNETASSRKK |  | PKAKQTEVKS |  | EEGPGWTILR |
| DDFMMGASMK |  | DWDKESDGPD |  | DSRPESASDS |  | DT         |  |            |

A: Аланін

C: Цистеїн

D: Аспарагінова кислота

E: Глутамінова кислота

F: Фенілаланін

G: Гліцин

H: Гістидин

I: Ізолейцин

K: Лізин

L: Лейцин

M: Метіонін

N: Аспарагін

P: Пролін

Q: Глутамін

R: Аргінін

S: Серин

T: Треонін

V: Валін

W: Триптофан

Кодований геном білок за функцією належить до фосфопротеїнів. 
Задіяний у таких біологічних процесах як поліморфізм, ацетиляція.